# Занепалі (фільм)
Занепалі (Lapsis) — науково-фантастичний фільм 2020 року, написаний і знятий Ноа Гаттоном. Прем'єра відбулася на Міжнародному фестивалі фантастичного кіно в Пучхоні 2020 року.

## Про фільм
У паралельному сьогоденні кур'єр Рей Тінчеллі намагається прогодувати себе та хворого молодшого брата.
Після цілого ряду тривалих проблем і невдалих шахрайств Рей бере роботу в дивній новій сфері економіки концертів. Він мандрує вглиб лісу, тягне кабель милями місцевості, щоб з'єднати великі металеві куби — які поєднують новий квантовий торговий ринок.
Коли він проходить глибше в зону, то стикається зі зростаючою ворожнечею та загрозою. Йому доводиться вибрати: чи допомогти своїм колегам, чи розбагатіти та втекти.

## Знімались
| Актор              | Роль    |
| ------------------ | ------- |
| Дін Імперіал       | Рей     |
| Меделін Вайз       | Анна    |
| Айворі Акіно       | Джо     |
| Дора Медісон Бердж | Еріка   |
| Джеймс Макденіел   | Фелікс  |
| Френк Вуд          | Джон    |
| Арлісс Говард      | Менголд |